# Kranssalie
Kranssalie (Salvia verticillata) is een overblijvende plant, die behoort tot de lipbloemenfamilie (Lamiaceae). De soort staat op de Nederlandse Rode lijst van planten als zeer zeldzaam en stabiel of toegenomen. De plant komt van nature voor in Europa, de Kaukasus, Noord-Iran en Irak. De cultivars Salvia verticillata 'Purple Rain', Salvia verticillata 'Alba' en Salvia verticillata 'Amasiaca' worden in siertuinen gebruikt.
De plant wordt 30-60 cm hoog en heeft gekarteld-gezaagde, driehoekige tot eironde bladeren met twee oortjes aan de lange steel. De bloemstengel heeft geen wortelrozet.
Kranssalie bloeit van juni tot september met diep lila of licht paarsblauwe bloemen. De bloemen zitten met vijftien tot dertig stuks in schijnkransen, die kleine, behaarde schutbladen hebben.
De vrucht is een vierdelige splitvrucht.
De plant komt voor in kalkgraslanden en kalkrijke duingraslanden.

## Namen in andere talen
- Duits: Quirliger Salbei
- Engels: Whorled Clary Sage, Lilac Sage
- Frans: Sauge verticillée